# 스에 하루카타

스에 하루카타/다카후사(일본어: 陶晴賢/隆房 すえ はるかた/たかふさ[*], 다이에이 원년(1521년) ~ 덴분 24년 음력 10월 1일(1555년 10월 16일))는 센고쿠 시대의 무장으로 스오 오우치씨의 중신이다. 스오 슈고다이. 본성은 다타라씨, 가계는 오우치씨의 분가 미기타씨의 서가(庶家)에 해당된다. 원래 이름은 다카후사이다. 모리 모토나리와의 이쓰쿠시마 전투가 유명하다. 또, 주군 오우치 요시타카를 죽음으로 몬 인물로 유명하다.(다이네이지의 변)

## 생애

### 가독 상속
다이에이 원년(1521년), 오우치씨 중신 스에 오키후사의 차남으로 태어난다. 소년때는 미소년으로 알려져있다. 그 때문에 오우치 요시타카의 귀여움을 받으며 중용되었다. 성인식을 한후 주군 요시타카의 다카를 받아 이름을 다카후사로 고친다.
덴분 6년(1537년) 종오위하로 위계된다. 덴분 8년(1539년) 아버지가 병으로 죽자, 가독을 상속받는다. (단, 아버지 생전에 가독을 받았다는 설도 있다.)

### 오우치 요시타카시기
덴분 9년(1540년) 아마고 하루히사가 요시다코오리 산성을 공격해 오자, 오우치 요시타카로부터 총대장의 권한을 받아, 모리 모토나리의 원군으로써 덴분 10년(1541년) 1월에 아마고 군을 격퇴해 전공을 올렸다. (제1차 요시다코오리 산성 전투)
덴분 11년(1542년)에는 거꾸로 아마고 가의 영지를 침공하였으나, 이때의 이즈모 원정에서 갓산토다 성 공격에는 실패하고(제1차 갓산토다 성 전투), 오우치 하루모치를 비롯해 다수의 사상자를 낸다. 이후 요시타카는 군사 방면에 흥미를 잃고 문치로 전향하였으며, 문치파로써 대두한 사가라 다케토와 무단파인 다카후사가 대립하게 되었다. 더욱이 사가라 다케토를 중용한 당주 요시타카와도 사이가 나빠져 갔다.
덴분 14년(1545년) 요시타카의 친아들 요시타카(義尊)가 태어난 것을 계기로 사가라 다케토를 강제로 물러나게 하고, 오우치 가문의 주도권을 장악하였다. 덴분 17년(1548년) 요시타카가 종2위 관위에 위계되자, 다카후사도 종5위상에 올랐다. 하지만 같은 해 요시타카에 의해 사가라 다케토가 복귀하고, 다카후사는 문치파들에 의해 오우치 가문의 중심에서 배제되었다. 다카후사는 덴분 19년(1550년) 나이토 오키모리와 결탁해 사가라 다케토를 암살하려 했지만 이는 사전에 누설되었고, 다케토로부터 이를 전해 들은 요시타카는 다카후사를 추궁해, 사실상 오우치 집안에서 다카후사의 설 자리는 사라지게 되었다.

### 모반
하지만 덴분 20년(1551년) 1월, 사가라 다케토는 그 자신도 다카후사와 대립하며 파벌 싸움을 벌였던 것에 대한 책임을 추궁당하게 되자 요시타카에게 서장을 올려, "스에 다카후사와 나이토 오키모리가 모반을 기획했고 더욱이 그들과 다툰 책임은 스기 시게모리에게 있다"라고 참언한다. 이를 계기로 요시타카와 다카후사의 관계는 파국으로 치닫게 되었고, 사가라 다케토가 8월 10일에 스오에서 도망쳐 연락이 두절되면서 더욱 사이가 벌어지게 된다.
8월 28일 다카후사는 드디어 병력을 일으켜 오우치 집안의 거점인 야마구치를 공격했다. 9월 1일 나가토의 다이네이지에서 요시타카를 죽음으로 몰아갔고. 요시타카의 적자인 요시타카(義尊)까지 죽였다. 그리고 노가미 후사타다에 명을 내려 지쿠젠을 공격해 사가라 다케토와 스기 오키쓰라도 찾아내 죽였으며, 난이 끝난 후에는 스기 시게노리도 죽여버렸다.

### 모리 모토나리와의 싸움

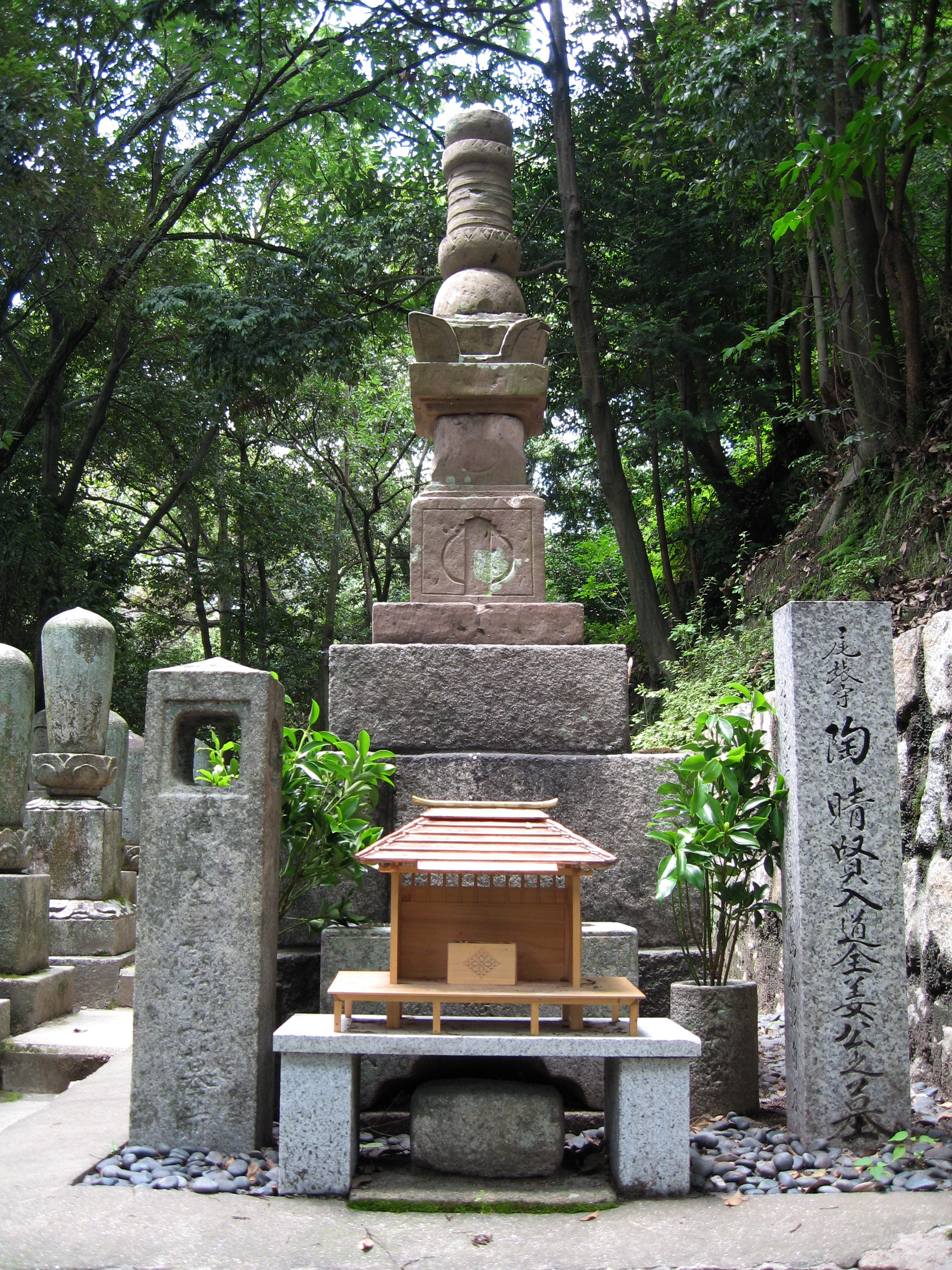
스에 하루카타의 묘소 도운지 하쓰카이치시

난을 일으킨 다카후사는 덴분 21년(1552년) 요시타카의 양자 하루후사를 새로운 당주로 옹립하여 오우치 집안의 실권을 장악하였고, 하루후사에 대한 경의를 표하고자 하루후사의 이름자 한 글자를 하루카타라 이름을 바꾸었다.
그 후, 하루카타는 오우치 집안의 내부 결속을 목표로 철저하게 군비를 강화해 나갔지만, 이에 반발하는 영주들도 적지 않았다. 덴분 23년(1554년) 요시타카의 매부인 요시미 마사요리와 아키의 모리 모토나리의 반격이 시작된다. 또, 무나가타 지방(지쿠젠 북부, 기타큐슈시 부근)을 영향 아래 두기 위해 무나카타 우지사다를 무나카타에 보낸다. 또한 무나카타 가를 둘러싼 암살사건인 야마다 사건도 하루카타의 사주로 여겨지고 있다.
하루카타는 즉시 요시미 마사요리의 토벌에 박차를 가하였으나, 주력군이 이와미에 집결한 틈을 타 돌격한 모리 모토나리에 의해 아키 내부에 있던 오우치 성채 대부분이 함락되어 버린다. 하루카타는 궁여지책으로 미야가와 후사나가를 대장으로 군세를 아키로 보내지만, 오시키바타 전투에서 대패한다. 이제 아키는 모리 집안의 지배하에 있게 되었다.

### 말년
고지 원년(1555년) 10년 6일 하루카타는 스스로 3만 대군을 이끌고 아키 이쓰쿠시마로 침공하여 모리측의 미야오 성을 공략하려 했지만, 세토 내해의 해적 세력으로 모리 모토나리의 편이 되어 있던 무라카미 수군에 오우치 수군은 패하였고, 나아가 모리 군에 의해 오우치 본진이 습격당하면서 패배하였다(이쓰쿠시마 전투). 이 패배로 하루카타는 승산이 없음을 알고 이쓰쿠시마 섬에서 자결하였다. 향년 35세였다. 사세구는 「무엇을 아까워하고 무엇을 원망할까 원래부터 이렇게 될 것이었으니」(何を惜しみ 何を恨みん 元よりも この有様に 定まれる身に)였다.
하루카타의 유해는 사쿠라오 성(桜尾城)에서 수급 검사를 거친 뒤에 도운지(洞雲寺)에 묻혔다.

## 사후
하루카타 사후, 거성 돈다 와카 산성은 하루카타에 살해된 스기 시게노리의 아들 스기 시게스케에게 함락당하고, 하루카타의 적자 스에 나가후사는 자결한다. 이후 오우치씨는 급속히 쇠퇴하고, 고지 3년(1557년) 모리 군에 의해 멸망한다.

## 인물·일화
- “서국에서 비길 자 없는 사무라이 대장”(西国無双の侍大将)이라 불리는 한편으로 이쓰쿠시마 전투 때에는 히로나카 다카카네(弘中隆包)가 「모토나리가 노리는 것은 오우치군 3만을 협소한 이쓰쿠시마로 유인해 섬멸하는 것」이라고 진언하였으나 듣지 않고 출전했다가 대패함으로써, 재능에 비해 기량이 부족한 모습도 보여주었다.
- 직선적이고 독단적인 성격을 가진 인물로, 오우치 요시타카와의 대립도 문치파와 무단파와의 반목도, 하루카타 자신의 성격이 원인이었다고 보는 설도 있다. 또한 의심이 많고 냉혹한 일면도 있어서 아사 단쇼(厚狭弾正)라는 사람이 무죄를 호소했을 때, 하루카타는 비웃음을 띠며 그를 화형에 처해버렸다. 그 직후 전투에서 하루카타는 말에서 떨어졌는데, 이때 하루카타의 가신은 단쇼의 망령이 하루카타에게 돌진하는 것을 목격했다고 전한다.
- 의심이 깊은 면도 있어서 부하 에라 후사히데(江良房栄)의 재각을 두려워한 모토나리가 후사히데가 자신과 내통하고 있다는 거짓 정보를 흘렸고, 그 소문을 들은 하루카타는 모토나리의 모략이라며 말리는 가신들의 말도 듣지 않고 후사히데를 주살했다. 그런 한편으로 신하를 아끼는 면도 있어서 이즈모 원정 때 전쟁에 패해 퇴각할 때 자신의 병량은 호위를 받아 충분했지만, 하루카타 자신은 호시카(干鰯)[1]를 먹으면서 허기를 달랬다고 한다.
- 하지만 서양 문화에 약했던 오우치 요시타카에게 주의하라고 진언하는 등 나라를 지키려는 의식도 강하였다.
- 일본 하쓰카이치(廿日市)의 도운지(洞雲寺)라는 사찰에 하루카타의 묘소가 있는데, 에도 시대(江戸時代)의 역사서 『예번통지』(芸藩通志)에서 이곳을 하루카타의 무덤이라고 지목한 것이 최초로, 겐나(元和) 4년(1618년) 좌방촌 하조점(佐方村下調帖)에 따르면 예로부터 있어온 묘소로써 이쓰쿠시마 노리치카(厳島教親, 후지와라노 노리치카), 이쓰쿠시마 오키후지(厳島興藤, 도모다 오키우지), 모리 모토키요(毛利元清, 이이다 모토키요穂井田元清)와 그 아내, 오에 모토즈미(大江元澄, 가쓰라 모토즈미桂元澄)의 것이 기재되어 있고 하루카타의 묘소에 대해서는 기재되어 있는 것이 없다. 하루카타가 자결한 곳은 이쓰쿠시마 산중턱이라고 되어 있는데 모리 군세에 살해된 것은 아니므로 앞의 서술과 맞추어 모리 군이 하루카타의 수급 검사를 거쳐 옮겨졌을 가능성에 대한 지적도 있다.

## 계보
스에씨는 오우치씨의 분가이므로 같은 시조를 가진다.
백제성왕의 셋째 아들 임성태자가 시조라고 전해진다. 단, 임성태자가 실존했는지 대해서는 의문이 있어 정확히 임성태자가 시조라고 말할 수 없다. 일설에는 한반도로부터 건너온 제련기술자 집단의 도래인이라 한다. 그리고, 그 후손이 스오 다타라하마에 기착해 오우치무라에 살았기 때문에 성은 다타라, 성씨는 오우치로 했다고 전해진다.

## 등장 작품

### 드라마
- 『쓰루히메 전기-코보 세토나이스 수군-』(1993년, 니혼TV, 주연: 류 다이스케)
- 『모리 모토나리』(1997년, NHK 대하 드라마, 주연: 진나이 다카노리)

## 참고 문헌
- <나가히로 분쇼> 넷, <오이타현 자료>(6) 2280호- <오이타현사 중세편 3>, 1987년.
- 야마모토 가즈나리 『오우치 요시타카와 도하루켄』(신인물 왕래사)
- 야마모토 가즈나리 『모리 모토슈와 도하루켄』(신인물 왕래사)

## 같이 보기
- 스에씨
- 이쓰쿠시마 전투
- 스오 오우치씨
- 다이네이지의 변
- 오우치 요시타카